# Schalifrontia furcifer
Schalifrontia furcifer är en fjärilsart som beskrevs av George Francis Hampson 1901. Schalifrontia furcifer ingår i släktet Schalifrontia och familjen nattflyn. Inga underarter finns listade.